# Georges Le Baill
Pour les articles homonymes, voir Georges Le Bail et Le Bail.
Georges Le Baill, né le 18 août 1939 à Paris et mort le 27 octobre 2006 dans la même commune, est un homme politique français.

## Biographie
Adhérent du Parti socialiste à partir de 1971, il est candidat du PS aux élections cantonales de 1976 dans le canton de Fontenay-aux-Roses puis aux municipales de 1977 à Fontenay-aux-Roses. Il y est élu conseiller municipal.
L'année suivante, il se présente aux législatives dans la 12e circonscription des Hauts-de-Seine et arrive en troisième position derrière le député sortant Jean Fonteneau et le candidat communiste Robert Gelly, recueillant 20,94 % des suffrages.
En 1981, il fait face aux mêmes adversaires mais à l'inverse du scrutin précédent, il dépasse le candidat du PCF et se qualifie pour le second tour. Il bat alors nettement Jean Fonteneau.
Avec l'introduction du scrutin proportionnel, il se présente en 1986 sur la liste socialiste « Pour une majorité de progrès avec le président de la République », où il figure en troisième position. Il est réélu et siège sur les bancs de l'Assemblée nationale jusqu'en 1988.
Candidat à un troisième mandat, il est cependant battu de justesse par le CDS Jean-Pierre Foucher.

## Détail des fonctions et des mandats
Mandats parlementaires
- 21 juin 1981 - 1er avril 1986 : Député de la 12e circonscription des Hauts-de-Seine
- 16 mars 1986 - 14 mai 1988 : Député des Hauts-de-Seine

Mandat local
- Conseiller municipal de Fontenay-aux-Roses